# Sajan
Sajan (en serbe cyrillique : Сајан ; en hongrois : Szaján) est une localité de Serbie située dans la province autonome de Voïvodine. Elle fait partie de la municipalité de Kikinda dans le district du Banat septentrional. Au recensement de 2011, elle comptait 1 164 habitants.
Sajan est officiellement classé parmi les villages de Serbie.

## Nom du village
Le village est mentionné pour la première fois en 1225 sous le nom de Zeyhan. Zeyhan était le nom d'un chef couman qui dirigeait le comté de Bodrogiensis.
Les Coumans étaient un peuple nomade qui s'installa au centre de la plaine pannonienne, dans le royaume médiéval de Hongrie, au XIIIe siècle. Les Coumans sont aussi souvent appelés Tourans. Ils venaient d'Asie centrale et s'installèrent d'abord dans la région des monts Sayan. Selon certaines théories, le nom de l'actuel village de Sajan viendrait de ces montagnes.
Une autre théorie donne une origine slave à ce nom.

## Histoire
En 1449, le village faisait partie du comitat de Csanád et était peuplé par des Slaves.
Au XIXe siècle, Sajan appartenait au domaine d'un certain Tajnay János. Les premiers colons hongrois vinrent de Szeged vers 1805. Pour favoriser le développement économique du village, Tajnay János y fit aussi venir des populations germaniques, qui s'installèrent au nord-est de la localité à Wilhelmfeld. Les Hongrois appellent cette localité Mihler.
La première école fut construite en 1828 ; le premier instituteur s'appelait Balog Andras. Pendant la révolution de 1848 contre les Habsbourg, Sajan fut incendié et, à la fin du siècle, totalement abandonné à cause d'une épidémie de choléra. Ses habitants virent s'installer à Iđoš puis revinrent à Sajan. L'église catholique romaine fut construite en 1880.

## Démographie

### Évolution historique de la population
| 1837  | 1853  | 1900  | 1948  | 1953  | 1961  | 1971  | 1981  | 1991  |
| ----- | ----- | ----- | ----- | ----- | ----- | ----- | ----- | ----- |
| 3 362 | 2 457 | 2 432 | 2 430 | 2 432 | 2 334 | 1 982 | 1 655 | 1 555 |

| 2002  | 2011  | - | - | - | - | - | - | - |
| ----- | ----- | - | - | - | - | - | - | - |
| 1 348 | 1 164 | - | - | - | - | - | - | - |

|  |